# Gabriele Tarquini
Gabriele Tarquini (* 2. März 1962 in Giulianova) ist ein ehemaliger italienischer Automobilrennfahrer. Er nahm zwischen 1987 und 1995 an 38 Grand-Prix-Rennen zur Formel-1-Weltmeisterschaft teil, danach wurde Tarquini eine feste Größe im Tourenwagensport. 2009 errang er den Weltmeistertitel in der WTCC. 2018 wurde Gabriele Tarquini Weltmeister auf Hyundai i30 N in der WTCR.

## Formel 1
1983 und 1984 fuhr Tarquini in einigen Kartsport-Serien (1984 wurde er Kart-Weltmeister der Formel C), 1985 bis 1987 in der Formel 3000. 1987 bestritt er sein erstes Formel-1-Rennen, als er beim Grand Prix von San Marino das zweite Auto des Osella-Teams pilotierte. 1988 war Tarquini Stammfahrer für Coloni und schaffte als bestes Ergebnis den achten Platz in Kanada. Für 1989 wurde er als Fahrer für das projektierte Formel-1-Team First Racing gemeldet. Tarquini testete das Auto im Februar 1989, allerdings zog das Team seine Formel-1-Meldung vor dem ersten Rennen des Jahres zurück. Tarquini gelang es daraufhin, einen Vertrag bei AGS zu erhalten, wobei er den kurz zuvor bei Testfahrten in Rio de Janeiro verunglückten Philippe Streiff ersetzte. Diese Periode begann für Tarquini erfolgreich mit einem WM-Punkt schon im dritten Rennen. In der Folge erwies sich das Team aber als zu schwach, so dass sich Tarquini schlussendlich nur für wenige Rennen qualifizieren konnte – meist erreichte er nicht einmal das Abschlusstraining. Ende 1991 wechselte er schließlich zum Team Fondmetal, für welches er auch die Formel-1-Weltmeisterschaft 1992 bestritt. Für sein neues Team konnte sich Tarquini für die Rennen qualifizieren, erreichte aber nie die Punkteränge. Nach dem Grand Prix von Italien beendete er vorläufig seine aktive Formel-1-Karriere und widmete sich dem Tourenwagensport. 1995 fuhr Tarquini noch einmal ein Rennen als Ersatz für den Tyrrell-Piloten Ukyō Katayama.
Gabriele Tarquini hält zwei unrühmliche Formel-1-Rekorde: Insgesamt 40 Mal konnte er sich im Training nicht für das Rennen qualifizieren, 25 Mal scheiterte er sogar in der Vorqualifikation für das eigentliche Qualifying. Zu berücksichtigen ist allerdings, dass Tarquini zumeist für Teams fuhr, die nur begrenzt konkurrenzfähig waren.

## Tourenwagen
Im Gegensatz zur Formel 1, in denen er nur zu den absoluten Außenseitern ohne wirkliche Erfolge zählte, entwickelte sich Gabriele Tarquini zur festen Größe im Tourenwagen-Sport. Bereits während seiner Formel-1-Karriere fuhr er 1989 und 1992 in der italienischen Supertourenwagen-Meisterschaft und belegte jeweils den fünften Gesamtrang. Über einen Zeitraum von 22 Jahren (1993 bis 2014) gelang ihm mit Ausnahme von 2002 in jeder Saison mindestens ein Sieg in einer nationalen oder internationalen Tourenwagen-Meisterschaft. Herausragend sind hierbei die Meistertitel in der BTCC 1994, in der Tourenwagen-Europameisterschaft 2003 und in der WTCC im Jahr 2009. In letztgenannter Serie ist Tarquini seit der Gründung im Jahr 2005 als Werksfahrer für Alfa Romeo, Seat und Honda unterwegs gewesen. 2016 wechselte er zum Lada-Werksteam.

## Statistik

### Statistik in der Formel 1

#### Gesamtübersicht
| Saison | Team      | Chassis                         | Motor                    | Rennen | Siege | Zweiter | Dritter | Poles | schn. Runden | Punkte | WM-Pos. |
| ------ | --------- | ------------------------------- | ------------------------ | ------ | ----- | ------- | ------- | ----- | ------------ | ------ | ------- |
| 1987   | Osella    | Osella FA1F                     | Alfa Romeo 890T 1.5 V8t  | 1      | –     | –       | –       | –     | –            | –      | –       |
| 1988   | Coloni    | Coloni FC188 / Coloni FC188B    | Ford Cosworth DFZ 3.5 V8 | 8      | –     | –       | –       | –     | –            | –      | 23.     |
| 1989   | AGS       | AGS JH23B / AGS JH24            | Ford Cosworth DFR 3.5 V8 | 6      | –     | –       | –       | –     | –            | 1      | 27.     |
| 1990   | AGS       | AGS JH24B / AGS JH25            | Ford Cosworth DFR 3.5 V8 | 4      | –     | –       | –       | –     | –            | –      | 32.     |
| 1991   | AGS       | AGS JH25B / AGS JH27            | Ford Cosworth DFR 3.5 V8 | 3      | –     | –       | –       | –     | –            | –      | 30.     |
| 1991   | Fondmetal | Fondmetal FA1ME / Fomet 1       | Ford Cosworth DFR 3.5 V8 | 2      | –     | –       | –       | –     | –            | –      | 30.     |
| 1992   | Fondmetal | Fondmetal GR01 / Fondmetal GR02 | Ford HB 3.5 V8           | 13     | –     | –       | –       | –     | –            | –      | 32.     |
| 1995   | Tyrrell   | Tyrrell 023                     | Yamaha 3.0 V10           | 1      | –     | –       | –       | –     | –            | –      | 33.     |
| Gesamt | Gesamt    | Gesamt                          | Gesamt                   | 38     | –     | –       | –       | –     | –            | 1      |         |

### Tourenwagen-Erfolge
- 1993 Italienische Tourenwagen, wurde 3. (Alfa).
- 1994 Britische Tourenwagen, Meister (Alfa Romeo), Spanische Tourenwagen (Alfa Romeo, einige Rennen).
- 1995 Italienische Tourenwagen, 7. (Alfa Romeo), Britische Tourenwagen (Alfa Romeo, einige Rennen), Int. Tourenwagen-Meisterschaft (Alfa Romeo, einige Rennen).
- 1996 Int. Tourenwagen-Meisterschaft, 14. (JAS-Alfa Romeo).
- 1997 Britische Tourenwagen, 6. (Prodrive-Honda), Belgische Procar Serie (VZM-Honda, einige Rennen).
- 1998 Deutsche Supertourenwagen, 7. (JAS-Honda).
- 1999 Deutsche Supertourenwagen, 4. (JAS-Honda).
- 2000 Britische Tourenwagen, 6. (JAS-Honda), Tourenwagen-Europameisterschaft (JAS-Honda, einige Rennen).
- 2001 Tourenwagen-Europameisterschaft STC, 3. (Honda).
- 2002 Tourenwagen-Europameisterschaft, 14.
- 2003 Tourenwagen-Europameisterschaft, Meister (Alfa Romeo).
- 2004 Tourenwagen-Europameisterschaft, 3. (Alfa Romeo).
- 2005 Tourenwagen-Weltmeisterschaft, 7. (Alfa Romeo)
- 2006 Tourenwagen-Weltmeisterschaft, 5. (Seat)
- 2007 Tourenwagen-Weltmeisterschaft, 8. (Seat)
- 2008 Tourenwagen-Weltmeisterschaft, 2. (Seat)
- 2009 Tourenwagen-Weltmeisterschaft, Meister (Seat)
- 2010 Tourenwagen-Weltmeisterschaft, 2. (Seat)
- 2011 Tourenwagen-Weltmeisterschaft, 5. (Seat)
- 2012 Tourenwagen-Weltmeisterschaft, 4. (Seat)
- 2013 Tourenwagen-Weltmeisterschaft, 2. (Honda)
- 2014 Tourenwagen-Weltmeisterschaft, 6. (Honda)
- 2015 Tourenwagen-Weltmeisterschaft, 5. (Honda)
- 2018 Tourenwagen-Weltcup, Meister (Hyundai)[1]

### Le-Mans-Ergebnisse
| Jahr | Team            | Fahrzeug    | Teamkollege    | Teamkollege    | Platzierung | Ausfallgrund |
| ---- | --------------- | ----------- | -------------- | -------------- | ----------- | ------------ |
| 1985 | Brun Motorsport | Porsche 956 | Oscar Larrauri | Massimo Sigala | Ausfall     | Motorschaden |